# ایرنجی
ایرنجی (به انگلیسی: ّIrenji) الگو:به تورکی آذربایجانی روستایی است که در استان اردبیل، شهرستان نیر، بخش مرکزی، دورسونخواجه واقع شده‌است.
در نزدیکی این روستا تپه‌ای بزرگ بنام «پیر اسنپ» قرار دارد که در بالای آن نیز مقبره‌ای وجود دارد که اطراف آن چهار دیواری مسقفی احداث شده و برای اهالی روستا جنبه مقدس دارد. اهالی در آنجا نذر می‌کنند و در ماه محرم دسته زنجیرزنی روستا دور همان مقبره طواف می‌کند.
در دهه شصت جستجو کنندگان گنج و زیر خاکی، این مقبره را شبانه تخریب نمودند. در اطراف همین تپه نشانه‌های لوله‌کشی با استفاده از لوله‌های گلی از جنس خاک رس پخته شده دیده شده‌است.به نوع مشابه این لوله های سفالی که در شهرسوخته ی سیستان یافت گردیده (تنبوشه) میگویند
این روستا در نزدیکی کوهی به نام حسن داغی قرار دارد که از قدیم دامداران روستا در تابستان به دامنه آن کوچ می‌کنند و ییلاق و قشلاق انجام می‌دهند در زمستان شکار کبک از تفریحات محلی می‌باشد.
آثار آتشکده‌های مهمی چون نیر اعظم، ایرنجی و جوراب، نشانه‌های آئین میتراییسم در غارهای صخره ای اباذر و آثار متعلق به هزاره سوم قبل از میلاد در در اطراف روستا وجود دارد.

## جمعیت
بر اساس سرشماری سال ۱۳۸۵ جمعیت این روستا ۳۷۳ نفر با ۸۱ خانوار بوده‌است؛ که با کاهش ۲۲٪ طی ۱۰ سال، در سال ۱۳۹۵ جمعیت این روستا به ۲۸۸ نفر مشتمل بر ۱۴۷ مرد و ۱۴۱ زن در ۹۸ خانوار رسیده‌است. (به‌طور متوسط هر خانواده دارای یک فرزند می‌باشد)